# Марио Филингер
Марио Филингер (на немски: Mario Fillinger) е немски футболист, роден на 10 октомври 1984 в Хайденау, Германия.

## Кариера
Като юноша Филингер играе футбол в Дрезден Щрийзен и Хайденауер Шпортферайн. През 1996 г. преминава във ФК Кемниц. Закупен е от Хамбургер ШФ през 2005 и е един от младите играчи на отбора, които играят както в дублиращия, така и в А отбора. В началото на сезон 2006/2007 се превръща в основен играч на отбора, изигравайки девет от 14 мача в Първа Бундеслига, два в Шампионската лига и един за Купата на Лигата. През месец ноември скъсан менискус го изважда от игра за дълъг период от време – следващите му два мача, един в Бундеслигата и един за Купата на УЕФА, са чак през февруари 2008 г. От сезон 2008/2009 Филингер ще играе в Ханза Росток.